# 德州 (山东)
德州，是中国隋朝始置的州。
开皇九年（589年）置，治所在安德县（即今山东省德州市陵城区）。大业初年，改为平原郡。
唐朝初年，复为德州。辖境相当今山东省平原县、德州市陵城区、德州市德城区及河北省吴桥、景县等市县地。天宝元年（742年）又改为平原郡。乾元元年（758年）复为德州。
北宋初年，省归化县。景祐二年（1035年），废安陵县入将陵县，后割属永静军。熙宁六年（1073年），省德平县为镇，入安德县。崇宁时，户四万四千五百九十一，口八万二千二十五。辖两县：安德县和平原县。后地入金国，当时，德州户一万五千五十三。辖三县、七镇：安德县，四镇（磁博、向化、盘河、德安）、平原县，一镇（水务）、德平县，二镇（怀仁、孔家镇）。
明朝洪武二年（1369年）七月，济宁府的陵县改属德州。洪武七年（1374年）七月省陵县，徙治故陵县（即今山东省德州市）。下领两县：德平县、平原县，属济南府。民國時期辛亥革命后，全国废府州厅改县，于1913年改为德县。
| 唐朝德州辖县 | 唐朝德州辖县                                                                                 |
| ------------ | -------------------------------------------------------------------------------------------- |
| 618年        | 安德县、平原县、长河县、将陵县、般县、平昌县、胡苏县、东光县、弓高县                         |
| 621年        | 安德县、平原县、长河县、将陵县、般县、平昌县（胡苏县、东光县、弓高县改属观州）               |
| 627年        | 安德县、平原县、长河县、将陵县、般县、平昌县（厌次县、滳河县来属）                           |
| 643年        | 安德县、平原县、长河县、将陵县、平昌县（安陵县、蓨县来属，厌次县、滳河县改属棣州，废除般县） |
| 765年        | 安德县、平原县、长河县、将陵县、平昌县、安陵县、蓨县                                         |
| 765年        | 安德县、平原县、长河县、将陵县、平昌县、安陵县（蓨县改属冀州）                               |
| 809年        | 安德县、平原县、长河县、将陵县、平昌县、安陵县                                               |
| 815年        | 安德县、平原县、长河县、将陵县、平昌县、安陵县                                               |
| 818年        | 安德县、平原县、长河县、将陵县、平昌县、安陵县（新设归化县）                                 |
| 828年        | 安德县、长河县、将陵县、安陵县（归化县、平原县、平昌县改属齐州）                             |
| 829年        | 安德县、长河县、将陵县、安陵县（平原县、平昌县来属）                                         |
| 892年        | 安德县、长河县、将陵县、平原县、平昌县（安陵县改属景州）                                     |
| 892年        | 安德县、长河县、将陵县、平原县、平昌县（安陵县来属）                                         |

| 唐朝德州刺史 - 元白泽（武德年间） - 李迁（武德年间） - 陆善宗（贞观初年） - 弓之义（贞观年间） - 宇文定及（贞观年间） - 李亮（贞观年间） - 沈士衡（唐高宗初年） - 窦孝慈（唐高宗初年） - 高真行（666年—666年） - 李冲寂（671年之前） - 卢承泰（唐高宗时） - 杨思止（唐高宗时） - 于敏直（唐高宗时） - 庞同本（685年） - 长孙宪（武周时） - 李直瓘（武周时） - 张知謇（696年） - 韦安石（圣历初年） - 武太冲（武周末年） - 窦怀让（706年） - 崔泰之（神龙、景龙年间） - 张讷之（景龙年间） - 李祎（710年） - 宋庆礼（先天年间） - 李澄（开元初年） - 韩思复（720年） - 李仲宣（725年） - 平原郡太守 | - 李忠臣（757年） - 王暕（758年） - 蔡希德（758年） - 张抱麟（大历年间） - 李西华（781年） - 李士真（782年） - 李济时（782年） - 王士真（784年—801年） - 尹峤（贞元年间） - 薛昌朝（809年） - 宋迪（元和年间） - 郑权（818年） - 李全略（821年—822年） - 李全略（822年） - 王稷（822年） - 李岵（829年—830年） - 刘约（838年） - 窦潏（广明年间） - 吴昌嗣（中和年间，未任） - 卢彦威（885年—890年） - 傅公和（900年） - 周知裕（天祐年间） - 王倚 - 邓某 |